# Toon Nelemans
Toon Nelemans (9 februari 1954) is een Nederlands voormalig profvoetballer. De linksbuiten speelde het grootste gedeelte van zijn betaald voetbalcarrière voor Willem II. Een chronische enkelblessure maakte na zijn laatste wedstrijd op 30 november 1986 een einde aan zijn actieve sportloopbaan.
Nelemans had de bijnaam 'Mr. Assist'. Nadat hij stopte met zelf spelen, trainde hij verschillende amateurclubs. Nelemans stopte daar mee in oktober 2008, omdat hij de bezigheden niet meer kon combineren met zijn werkzaamheden in horecabenodigdheden. De laatste club die hij trainde was SCO Oosterhout. Daarvoor was hij werkzaam bij onder meer NSV Nispen.

## Overzicht clubs
| Seizoen  | Club          | Competitie     | Wedstrijden | Doelpunten |
| -------- | ------------- | -------------- | ----------- | ---------- |
| 1975-'76 | MVV           | Eredivisie     | 15          | 0          |
| ?        | DS '79        | Eerste Divisie | ?           | ?          |
| 1979-'84 | Willem II     | Eredivisie     | 95          | 21         |
| 1983-'86 | Helmond Sport | Eredivisie     | 19          | 2          |
| ?        | NAC Breda     | ?              | ?           | ?          |
| 1986-'87 | N.E.C.        | Eerste divisie | 16          | 0          |